# Гулло, Фаусто
Фаусто Гулло (итал. Fausto Gullo; 16 июня 1887, Катандзаро, Калабрия — 3 сентября 1974, Спедзано-Пикколо, провинция Козенца, Калабрия) — итальянский государственный деятель, министр сельского и лесного хозяйства (1944—1946), министр помилования и юстиции (1946—1947).

## Биография

### Ранние годы
Родился в Катандзаро, сын Луджи Гулло и Клотильды Раньери. Впоследствии семья переехала в Козенцу, где Фаусто учился в классическом лицее. В 1905 году поступил на юридический факультет Неаполитанского университета, который окончил в 1909 году и занялся адвокатской практикой. В 1914 году избран в провинциальный совет Козенцы от Спедзано-Гранде при поддержке социалистов, в 1918 году вошёл в провинциальный комитет Социалистической партии и в редакцию газеты La Parola socialista, но внутрипартийный конфликт привёл к тому, что в 1920 году Гулло пошёл на новые провинциальные выборы как независимый кандидат и победил.

### Активист Коммунистической партии и адвокат
После образования Итальянской коммунистической партии вступил в неё и в 1921 году участвовал по её списку в выборах, но не прошёл в парламент. В 1922 году возглавил печатный орган региональной организации компартии в Калабрии — Calabria proletaria. В январе 1923 года издание было прервано из-за арестов, и адвокат Гулло представлял в суде интересы арестованных по политическим мотивам крестьян. В сентябре 1924 года он принял участие в организации коммунистического еженедельника L’Operaio, но к июлю 1925 года его издание прекратилось вследствие репрессий фашистского режима.
Впервые Гулло был ненадолго арестован в 1923 году, но 6 апреля 1924 года всё же был избран в Палату депутатов, хотя впоследствии власти лишили его мандата. Провинциальная коммунистическая группа Козенцы примкнула к крайне левому крылу партии, возглавляемому Онорато Даменом, Луиджи Репосси, Бруно Фортикьяри и другими противниками группы Антонио Грамши «L’Ordino nuovo». В сентябре 1925 года был обвинён в заговоре и арестован, но вскоре освобождён за недостатком улик. В ноябре того же года приговорён к четырём годам заключения, но в 1927 году досрочно освобождён, после чего вернулся в Козенцу и возобновил адвокатскую практику. Участвовал в подпольной деятельности компартии и к концу существования фашистского режима вновь занялся изданием коммунистической газеты Ordine proletario.

### Министр и депутат
4 ноября 1943 года в Козенце состоялось восстание с целью отстранения от власти сторонников фашистского режима, и Гулло стал префектом, но оккупационные власти англо-американских союзников отменили это решение. В том же году он поддержал политику «салернского поворота», проводимую Пальмиро Тольятти и направленную на сотрудничество коммунистов с другими антифашистскими партиями, включая монархические.
Занимал должность министра сельского и лесного хозяйства во втором правительстве Бадольо (с 22 апреля по 8 июня 1944 года), в первом и втором правительствах Бономи (соответственно с 18 июня по 10 декабря 1944 и с 12 декабря 1944 по 19 июня 1945 года), в правительстве Парри (с 21 июня по 10 декабря 1945 года) и в первом правительстве Де Гаспери (с 10 декабря 1945 по 13 июля 1946). Стал одним из главных разработчиков законов Гулло-Сеньи об аграрной реформе («законом Гулло» называли распоряжение правительства № 279 от 19 октября 1944 года «О предоставлении крестьянам пустующих земель»), на основании которых в 1949—1950 годах крестьяне захватывали необрабатываемые или плохо обрабатываемые земли. Это движение поддерживал также и Итальянский женский союз (UDI), поскольку в уборке урожая активно участвовали женщины.
Во втором и третьем правительствах Де Гаспери с 13 июля 1946 по 2 февраля 1947 года и со 2 февраля по 31 мая 1947 года занимал пост министра помилования и юстиции.
В 1946—1948 годах являлся депутатом Учредительного собрания Итальянской Республики от Коммунистической партии, с 1948 по 1972 год избирался в Палату депутатов Итальянской Республики первых пяти созывов, неизменно в коммунистической фракции.
В Палате депутатов первого созыва Гулло был заместителем председателя Юридической комиссии, в Палате второго созыва — заместителем председателя коммунистической фракции и входил в Комиссию по внутренним делам, в парламенте третьего созыва являлся членом Комиссии по конституционным вопросам и вновь заместителем председателя фракции. В Палате депутатов четвёртого и пятого созывов был заместителем председателя той же комиссии. В 1947—1949 годах являлся секретарём региональной организации Компартии в Калабрии, затем вошёл в центральные руководящие органы партии. В 1956 году после XX съезда КПСС, осудившего сталинский режим, Гулло не поддержал попытку Пальмиро Тольятти дистанцироваться от советских коммунистов и отстаивал во внутрипартийных дискуссиях точку зрения, что политические репрессии были ошибкой, но в целом курс КПСС оставался правильным и плодотворным. В декабре 1957, а также в феврале-марте 1958 года Гулло публично выступал с осуждением вмешательства церкви в политические вопросы и противостоял политике Пальмиро Тольятти, направленной на развитие диалога с католиками. Умер 3 сентября 1974 года в Спедзано-Пикколо.